# Lua Getsinger
Lua Getsinger, come è comunemente nota tra i Bahá'í Louise Aurora Getsinger, nata Moore (1871 – 1916), fu una dei primi occidentali a convertirsi alla fede bahai, la religione fondata da Bahaullah, la sua conversione, infatti, risale al 1897 e presto divenne un importante discepolo di 'Abdu'l-Bahá.

## Biografia

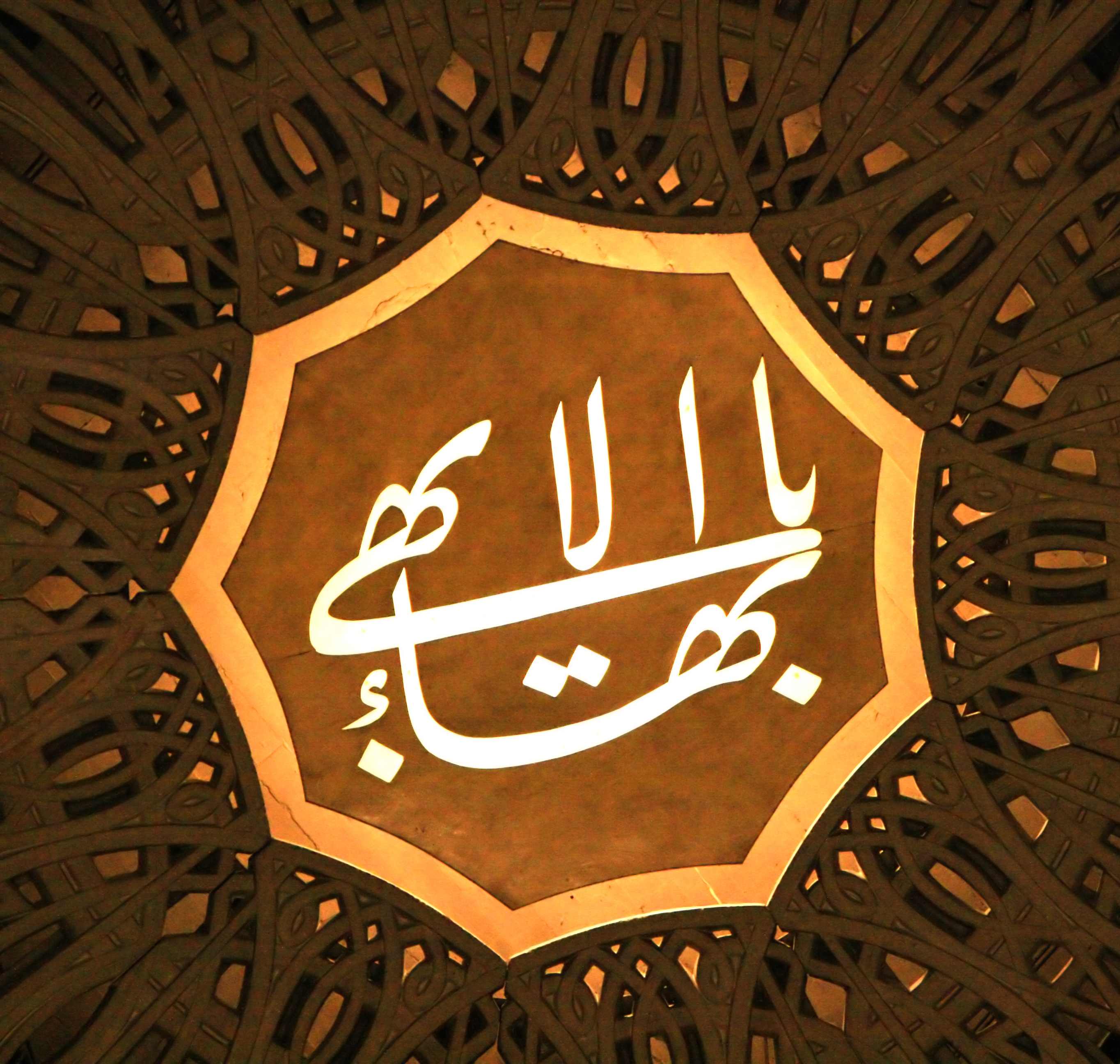
Il Più Grande nome

Louise Aurora Getsinger fin da giovane vestiva senza seguire la moda del momento, prediligendo abiti molto colorati. Quando 'Abdu'l-Bahá le chiese di recarsi in Oriente per contribuire alla diffusione della religione bahai le suggerì di indossare abiti meno vistosi e lei disegnò un abito in blu scuro con inserti diversi e orli in seta.
Per quanto `Abdu'l-Bahá scoraggiasse le altre donne a seguire la moda di Louise Aurora Getsinger ne aveva grande stima per quanto riguarda la sua attività in favore della fede.